# Palacio de Ongay-Vallesantoro
El palacio de Ongay-Vallesantoro o palacio de Vallesantoro es un palacio barroco del siglo XVII situado en la calle Alfonso el Batallador de la localidad navarra de Sangüesa (España). Actualmente es la Casa de Cultura de la localidad.
Perteneció primero a los Ongay. Fue construido por Blas de Ongay Iriarte. La hija de este se casó con Juan Echeverri y Echenique Lesaca Bernía, de Arnegui. A finales del siglo XVIII pasó a ser propiedad de Leopoldo de Gregorio y Paterna, marqués de Vallesantoro, Virrey de Navarra.
Se trata de un edificio de tres plantas, con la planta baja de sillares, y las superiores de ladrillo, separadas por impostas boceladas. En los dos pisos superiores hay dos balcones con balaustradas. En la parte superior del edificio hay un alero de madera, con decoración de influencia colonial americana, con trece representaciones de animales fantásticos que toman cabezas humanas, frutas y plantas exóticas, indios atlantes y animales fantásticos.

La fachada churrigueresca cuenta con una portada barroca adintelada con un frontón triangular de estilo barroco con influencias ya del neoclasicismo, construida siendo ya propiedad de los Vallesantoro. La portada se encuentra entre dos columnas salomónicas lisas con capiteles corintios que se apoyan sobre pedestales cajeados. En la decoración aparecen elementos coloniales de México y Perú. En las traspilastras se representan sirenas de cuyas bocas cuelgan racimos de frutas. En el friso clasicista se alternan soles con bucaneros. De la época de los Ongay es el escudo sobre la portada, en el que se muestran el escudo de armas de la familia, que muestra los emblemas de los cuatro apellidos de Juan Echeverri y Echenique Lesaca Bernía, con tres veneras de plata, ajedrez, león y aspas de oro y jabalí cruzado a un árbol, y en el escusón central aparecen los tres corazones de los Ongay.
En el interior hay una escalera monumental con balaustrada de madera y columnas acanaladas, salomónicas y entorchadas. En el último piso del patio se disponen columnas salomónicas.
Se trata de uno de los bienes asociados al Camino de Santiago que España mandó a la Unesco en su dossier «Inventario Retrospectivo - Elementos Asociados» (Retrospective Inventory - Associated Components).